# 阿瑪莉埃·亨麗埃特 (索爾姆斯-巴魯特)
阿瑪莉埃·亨麗埃特（德語：Amalie Henriette，1768年1月30日—1847年10月31日），霍恩洛厄-朗根堡親王妃，索爾姆斯-巴魯特伯爵約翰·克里斯蒂安二世（Johann Christian II）的女兒。

## 家庭
1789年，阿瑪莉埃·亨麗埃特與霍恩洛厄-朗根堡親王卡爾·路德維希一世結婚，兩人共有1子2女：
1. 恩斯特（1794年—1860年）
2. 阿格尼絲（1804年—1835年）
3. 海倫（1807年—1880年）